# ذفرة شفاينفورتية
ذفرة شفاينفورتية (الاسم العلمي:Cleome schweinfurthii) هي نوع غير مؤكد من النباتات تتبع جنس الذفرة من الفصيلة الذفرية.